# حامد محمودی
حامد سبحان محمودی (زادهٔ ۱۶ آذر ۱۳۶۶) یک بازیکن فوتبال اهل ایران است که در پست مدافع بازی می‌کند.
از باشگاه‌هایی که در آن بازی کرده‌است می‌توان به باشگاه فوتبال نفت مسجدسلیمان، باشگاه فوتبال استقلال خوزستان و باشگاه فوتبال شهرداری یاسوج اشاره کرد.